# Златка Сукарева
Златка Сукарева е български юрист, доктор по право и професор по Облигационно и търговско право. Преподава дисциплините „Облигационно право“ и „Потребителско право“ в Юридическия факултет на Университета за национално и световно стопанство.

## Биография
Проф. Сукарева е родена през 1947 г. в град Чепеларе. Завършва Немска езикова гимназия в Бургас, а след това право в СУ „Св. Кл. Охридски“. След дипломирането си е била Стажант-съдия в СГС (1971), а по-късно юрисконсулт в системата на бившето Министерство на снабдяване и държавен резерв. В същия период постъпва като редовен докторант в катедра „Правни науки“ към Университета за национално и световно стопанство. Там защитава докторска дисертация на тема „Договор за кооперирана доставка“, през 1987 г. Редовен професор е в Юридическия факултет от 2002 г. насам. Понастоящем води лекционен курс по Облигационно право пред студентите. Преподава и дисциплината „Потребителско право“, за нуждите на която е написала и едноименния учебник, който е единствен в българската юридическа литература. Работи и като арбитър в Арбитражния съд при Българската търговско-промишлена палата .
В УНСС е заемала различни постове, като научен секретар (1985 – 1989) г., Зам.декан по НИР на ЮФ, (1994 – 2000) г., Ръководител на катедра „Частноправни науки“, (2000 – 2005) г. Член на Програмен съвет по НИД, (1996 – 2000) г. Член на Редколегията на Годишника на УНСС и на Научните трудове, (2008 – 2012) г. Председател на Общото събрание на ЮФ на УНСС, (2010 – 2011 г.).
Владее немски език. Автор е на десетки публикации в областта на частното право, в това число учебници, монографии, студии, статии, участия в международни научни конференции, и др.